# Josh Duggar
Joshua James Duggar, né le 3 mars 1988, est une personnalité de la télé-réalité et militant politique américain.
D'abord accusé d'abus sexuels sur mineurs, en 2006, il est condamné, en 2022, à 12 ans et 7 mois de prison pour possession d'images et vidéos pédopornographiques.

## Biographie
Il est l'ainé des 19 enfants de Michelle et Jim Bob Duggar, une famille baptiste indépendante mettant en avant des valeurs chrétiennes conservatrices,.
Josh Duggar devient célèbre avec  l'émission de téléréalité TLC, diffusée de 2008 à 2015, 19 Kids and Counting.
La famille Duggar est souvent associée au mouvement Quiverfull car son mode de vie est conforme à plusieurs des  principes de ce mouvement religieux, bien que les Duggar réfutent cette appartenance.  
Josh Duggar a été directeur exécutif de FRC Action, un comité d'action politique de lobbying parrainé par le Family Research Council, de juin 2013 à mai 2015. Il a quitté ce poste après la révélation qu'il avait agressé des filles mineures alors qu'il avait entre 14 et 15 ans.

### Abus sexuels sur mineures
Le 21 mai 2015, le magazine américain In Touch Weekly révèle, sur la base d'un rapport de police, que Josh, le fils aîné de la famille Duggar a commis des faits relevant d'abus sexuels. Le rapport détaille qu'entre 2002 et 2003, Joshua, alors âgé de 14 à 15 ans a abusé sexuellement cinq mineures dont quatre de ses sœurs en touchant leurs poitrines et leurs parties génitales. Ces faits se sont produits à de multiples occasions, majoritairement durant le sommeil des victimes ainsi qu'à quelques occasions alors qu'elles étaient réveillées. Aucune enquête postérieure n'a été réalisée, les faits étant classés. La révélation de ces évènements conduit la chaine TLC à supprimer toutes les rediffusions de l'émission 19 kids and Counting qui étaient programmées. 
Dans le sillage de ces révélations, plus d'une vingtaine d'annonceurs dont General Mills, Walgreens et Pizza Hut annoncent vouloir retirer leurs publicités de l'émission. Hulu annonce également retirer la série de son service de streaming. 
En réponse à ces révélations, Joshua Duggar s'est excusé en expliquant qu'il s'était conduit "de manière inexcusable". Il démissionne également de ses fonctions au sein du lobby évangélique conservateur Family Research Council. Anna Duggar, la femme de Joshua Duggar déclare avoir eu connaissance de ces faits deux ans avant leur mariage.  
Les membres de la famille Duggar ont décrit cette période comme étant la plus sombre de leur vie et que cela les a conduit "à rechercher Dieu plus profondément". 
Le 16 juillet 2015, la maison mère de TLC annonce à CNN l'annulation de la série. Elle annonce également vouloir produire un documentaire d'une heure sur les abus sexuels sur les enfants qui inclut Jill et Jessa Duggar, deux des victimes de Joshua Duggar. L'annulation de la série ainsi que la baisse du nombre de livres vendus ont entraîné une baisse des revenus de la famille Duggar estimée à 25 millions de dollars par an. 
En décembre 2015, un spin-off de la série, nommé Jill and Jessa counting on est diffusé par TLC. Il se concentre sur les filles ainées de la famille Duggar et exclut Joshua Duggar. Le premier épisode attire plus de 2,2 millions de téléspectateurs selon un rapport publié par The Nielsen Company. Trois mois plus tard, TLC annonce que la série revient pour une saison complète.

### Infidélité
Le 15 juillet 2015, le site canadien spécialisé dans les relations extraconjugales Ashley Madison est piraté par un groupe de hackers. Le 20 juin 2015, les données des utilisateurs sont rendues publiques et le nom de Joshua Duggar apparait dans les données dérobées. À la suite de ces révélations, Joshua publie le communiqué suivant : « J'ai été le plus grand hypocrite qui soit. Alors que j'ai épousé la foi et les valeurs familiales traditionnelles, j'ai consulté pendant des années de la pornographie sur internet et cela s'est transformé en une addiction secrète. J'ai été infidèle à ma femme. [...] Alors que durant des années j'ai déclaré vouloir lutter contre l'immoralité dans notre pays, je cachais mes propres échecs ». La référence à son addiction à la pornographie a été supprimée du communiqué peu de temps après. 
Le 25 août 2015, Joshua Duggar est admis dans un centre de réadaption de long terme pour traiter son addiction.

### Accusations d'agression sexuelle
En novembre 2015, l'actrice pornographique Danica Dillon porte plainte contre Joshua Duggar. Elle accuse ce dernier de l'avoir agressé et de lui avoir causé des blessures physiques et psychologiques durant une relation consentie au strip club de Philadelphie. Selon Dillon, cet incident s'est produit alors que Joshua lui avait donné 600 dollars pour qu'elle danse de manière érotique. Danica Dillon réclame initialement 500,000$ de dommages et intérêts à Joshua Duggar mais décide par la suite de retirer sa plainte.

### Condamnation pour détention de pornographie enfantine
Joshua Duggar est arrêté le 29 avril 2021 par la police fédérale américaine quelques jours après que sa femme ait annoncé sa septième grossesse. Le lendemain, il plaide non coupable des chefs d'accusation de détention de pornographie enfantine.
Le procès se tient à partir de novembre 2021. Le 9 décembre, il est jugé coupable des chefs d'obtention et de possession de pornographie enfantine par un grand jury. Duggar est immédiatement incarcéré.
Le 25 mai 2022, Joshua Duggar est condamné à 12 ans et 7 mois de prison ferme.